# Elephant & Castle (stacja metra)
Elephant & Castle – stacja metra londyńskiego położona w dzielnicy Southwark.
Stanowi południowy kraniec Bakerloo Line, ponadto zatrzymują się na niej także pociągi Northern Line. Posiada dwa nadziemne budynki o zupełnie różnych stylach architektonicznych. Rocznie korzysta z niej ok. 17,1 miliona pasażerów. Jest stacją graniczną między pierwszą i drugą strefą biletową.